# Einsatzfotografie

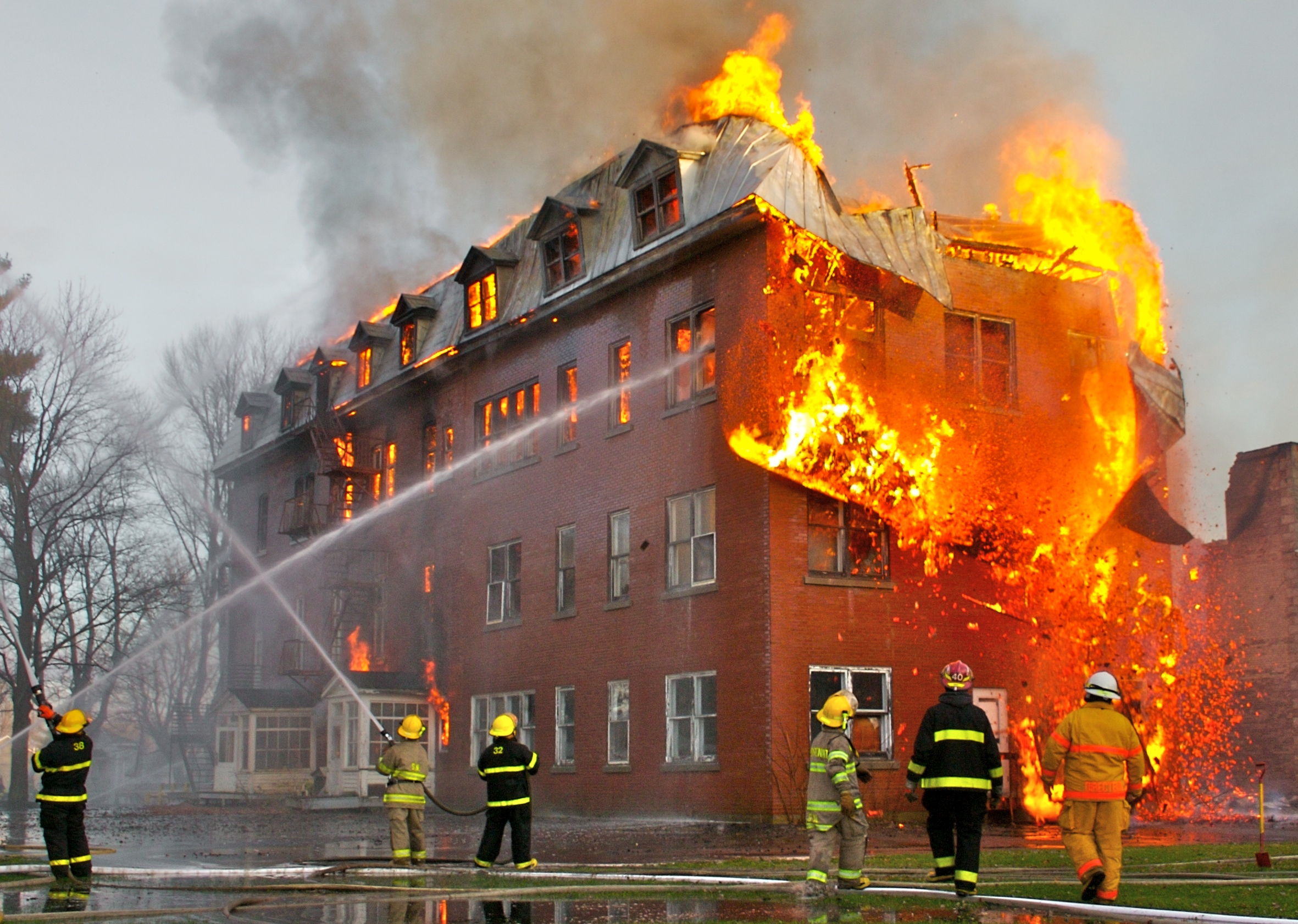
Fotografie eines Hausbrandes

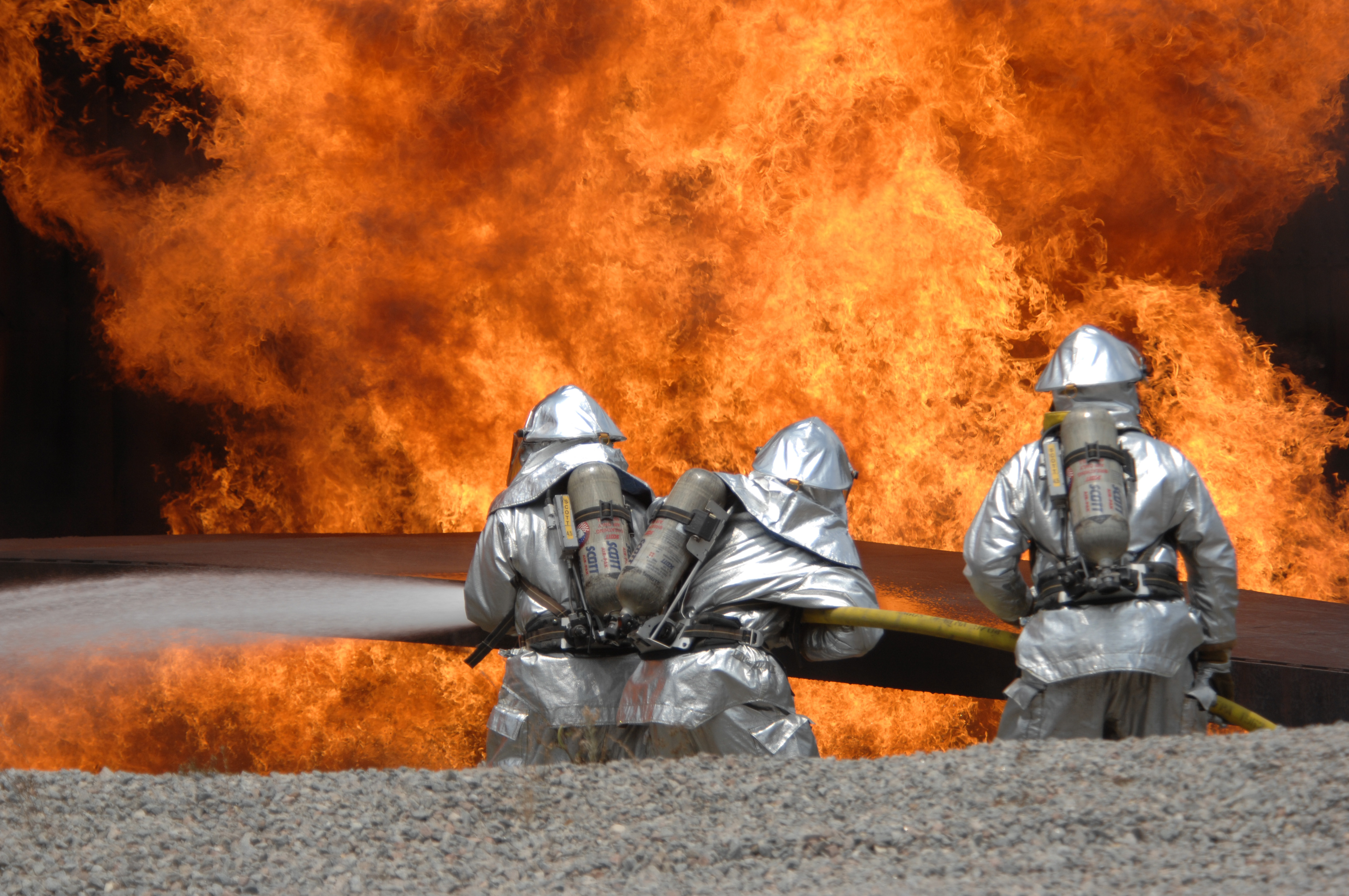
Brandbekämpfung während einer Feuerwehrübung

Einsatzfotografie bezeichnet die Reportagefotografie bei Einsätzen von Einsatzorganisationen. Personen, die diese Art der Fotografie ausüben, werden Einsatzfotografen genannt. 
Da Einsatzfotografie auch bedeutet, nahe an potenziellen Gefahrensituationen zu sein, müssen Einsatzfotografen besondere Kenntnisse und Fähigkeiten hinsichtlich Notfall- und Einsatzszenarios, Gesundheits- und Sicherheitsmaßnahmen haben. Einsatzfotografen haben meist dieselbe Schutzkleidung wie die Feuerwehrleute zu tragen.
Die International Organization of Fire Photography koordiniert und zertifiziert weltweit tausende Einsatzfotografen. Der Inhalt dieser Zertifizierung bestätigt den Umfang der Weiterbildung, von Fähigkeiten und Wissen in den Themenbereichen Gesundheit, Sicherheit, Feuerwehreinsätze etc., um am Einsatzort im angemessenen Sicherheitsabstand zu agieren.

## Anwendung der Einsatzfotografie
Die Einsatzfotografie kann verschiedene Anwendungsgebiete haben:
- Untersuchung der Brandursache (Aufnahme von Brandentstehungsbildern)
- Einsatzdokumentation
- Ausbildung
- Brandvorbeugung
- Verbesserung der Öffentlichkeitsarbeit
- Stärkung der Gruppenbildung und des Zugehörigkeitsgefühls für Feuerwehrleute